# Schnabelburg (Bodensee)
Die Schnabelburg ist eine abgegangene Höhenburg an einem nach Westen ragenden Bergvorsprung 350 Meter nordöstlich der Kirche von Ludwigshafen, einem heutigen Ortsteil der Gemeinde Bodman-Ludwigshafen im Landkreis Konstanz in Baden-Württemberg.
Von der ehemaligen Burganlage auf einer Burgfläche von 600 Quadratmeter ist nichts erhalten.